# 黄河景区站
黄河景区站是郑焦城际铁路上的一个车站，2015年6月26日开通，得名于郑州黄河风景名胜区。

## 车站结构

### 站房
黄河景区站站房建筑面积1999.8平米，站房层高10.3米。

### 站场

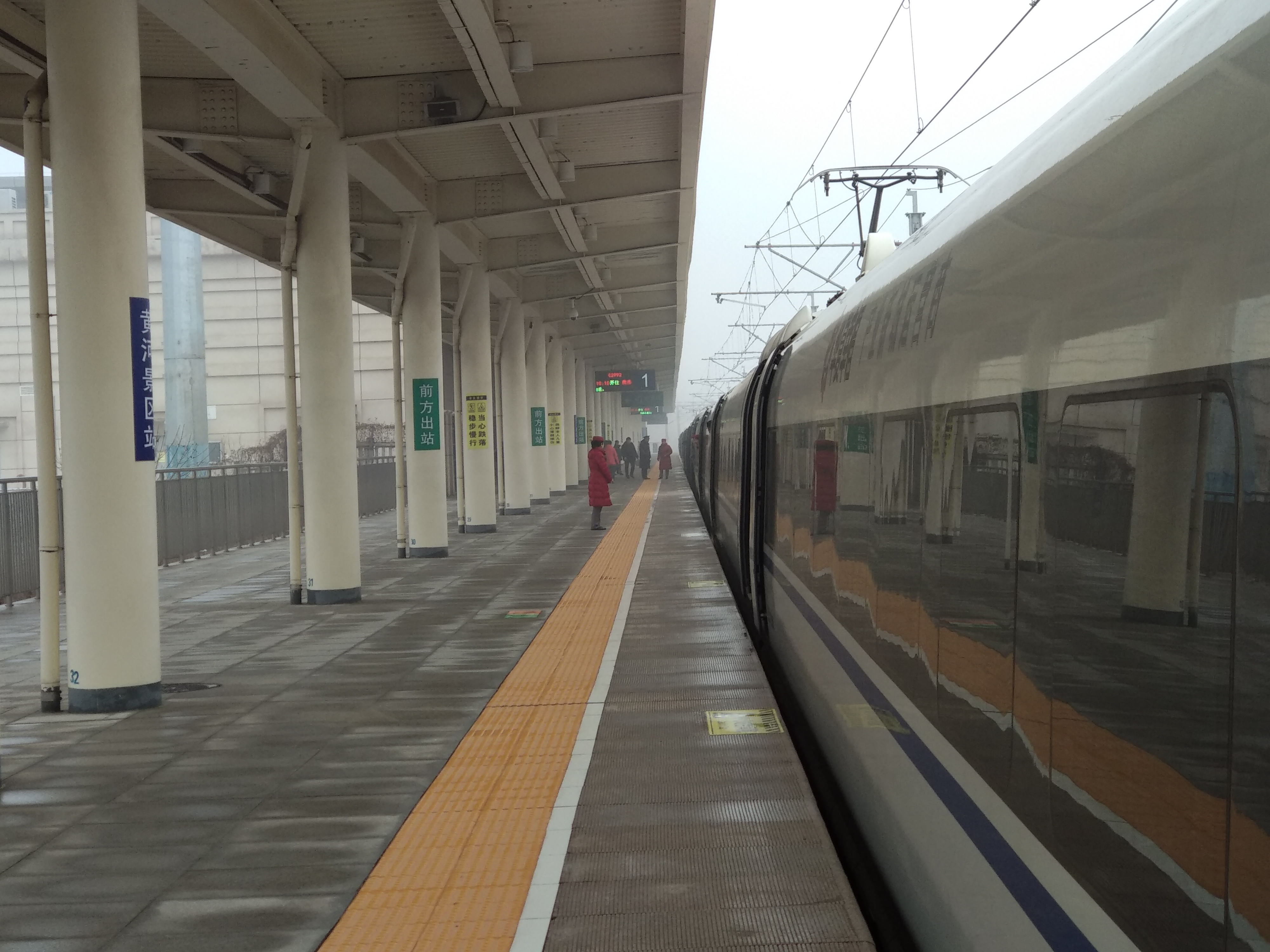
车站1站台

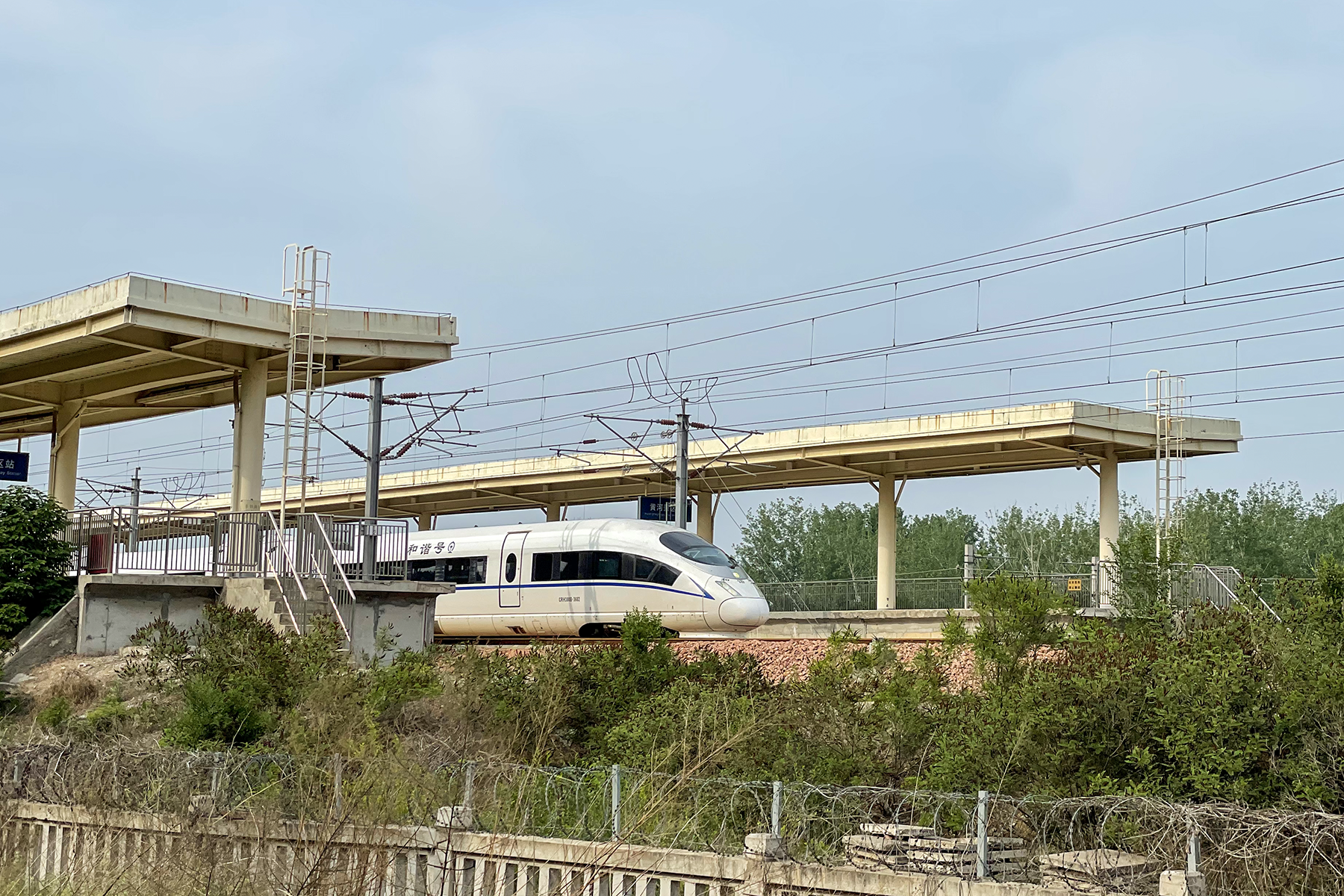
站台南端

黄河景区站为2台4线车站，设有两座总面积为7387平方米的侧式站台，两座站台均被总面积7309平方米的雨棚覆盖。2站台东侧为京广铁路正线，2014年5月17日随郑焦城际铁路黄河大桥投入使用，位于站场西侧的老线及黄河南岸站随即被废弃。
| 正线     | 京广铁路 下行列车通过线             |
| 正线     | 京广铁路 上行列车通过线             |
| 侧式站台 |                                     |
| 2站台    | 郑焦城际铁路 往郑州方向（南阳寨站） |
| 通过线   | 郑焦城际铁路 上行列车通过线         |
| 通过线   | 郑焦城际铁路 下行列车通过线         |
| 1站台    | 郑焦城际铁路 往焦作方向（武陟站）   |
| 侧式站台 |                                     |
| 站房     | 售票处、候车室、出站口              |

## 旅客列车目的地
| 目的地 | 车次                                   | 所属路局       |
| ------ | -------------------------------------- | -------------- |
| 长治东 | D7874                                  | 郑州局集团     |
| 焦作   | 郑焦城际铁路城际列车车次、D7860、D7872 | 郑州局集团     |
| 南阳寨 | 郑焦城际铁路城际列车车次               | 郑州局集团     |
| 郑州   | D7851、D7859、D7865                    | 郑州局集团     |
| 郑州东 | D2781                                  | 呼和浩特局集团 |

## 车站周边
黄河景区站西北方向为郑州黄河风景名胜区，距离车站约5分钟车程。
- 郑州黄河风景名胜区
- 桃花峪生态滑雪场
- 黄河南岸站
- 黄河桥村
- 王寨沟
- 于庄